# Festival de la Cançó d'Eurovisió 1970

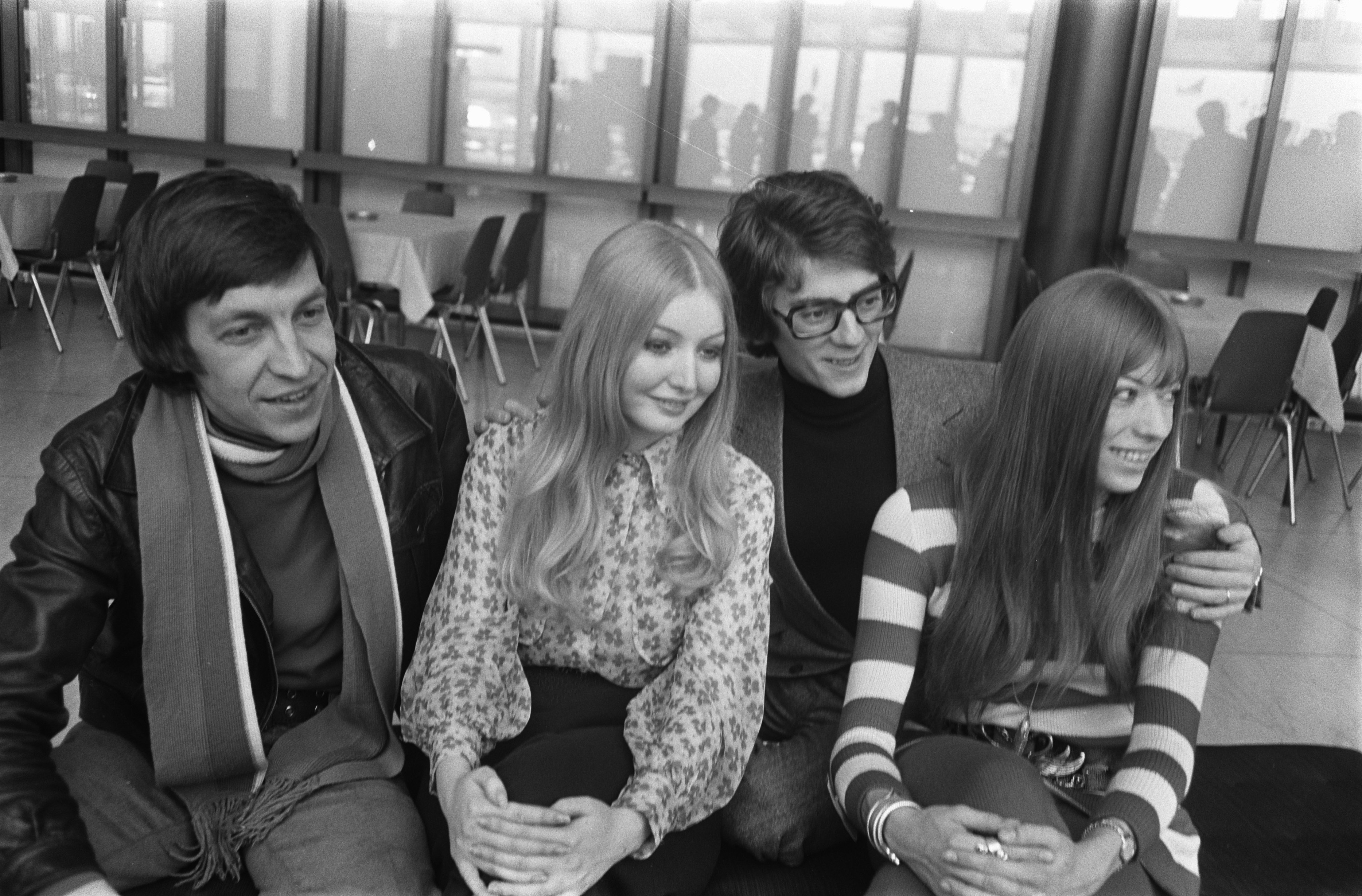
Henri Dès (Suïssa), Mary Hopkin (Regne Unit), Guy Bonnet (França) i Katja Ebstein (Alemanya), dies abans del festival.

El XV Festival de la Cançó d'Eurovisió va tenir lloc el 21 de març de 1970 a Amsterdam. Amb Willy Dobbe com a presentadora, la cançó vencedora va ser la balada "All Kinds of Everything", representant d'Irlanda.

## Context
A causa de l'empat entre quatre països produït l'any anterior, es va sortejar entre els quatre el país que s'encarregaria d'organitzar l'esdeveniment en 1970. Els Països Baixos van guanyar aquell sorteig. A tall de protesta, Finlàndia, Noruega, Portugal i Suècia van decidir boicotejar el festival per demostrar el seu descontentament amb la manera de votar.
Per impedir un incident com l'ocorregut en 1969, es va crear un reglament especial pel qual s'establia que si existís un empat entre dues cançons, aquestes es tornarien a repetir i els jurats farien de nou una votació a mà alçada entre elles dues, amb excepció dels jurats dels països empatats. En cas que persistís l'empat, ambdues seguirien sent les guanyadores.
PelsPaïsos Baixos es va presentar un trio, Hearts of Soul. No obstant això, el reglament només permetia participar solistes i duos acompanyats de cors, per la qual cosa la cantant principal del trio, Patricia, va haver d'acudir oficialment com a solista, mentre que les seves dues companyes van fer de cor. Malgrat això, van conservar el nom Hearts of Soul. Aquell va ser l'últim any en què aquest reglament va estar en vigor.
Així mateix, el certamen va comptar amb la participació per Espanya del llavors desconegut Julio Iglesias.
D'altra banda, a causa de la baixa quantitat de participants (com a protesta pel quàdruple empat de l'any anterior), per completar el temps de transmissions es va incorporar un videoclip breu, conegut com a postal, abans de cada cançó, el qual mostrava al cantant i alguns llocs del país que representava. Això va agradar tant que fins al dia d'avui aquesta característica és utilitzada, amb algunes variacions.
El festival va ser transmès via satèl·lit a diversos països fora d'Europa, com ara, Argentina, Brasil, Xile, el Marroc, Tunísia i la Unió Soviètica.

## Resultats

Països participants.
Països que hi van participar al passat però no el 1970.

Irlanda va encapçalar la llista des del principi, encara que el Regne Unit al principi va seguir de prop els irlandesos. En la segona meitat, Irlanda va treure un gran avantatge al tema britànic, encara que la gran majoria dels punts es repartien entre els països de les Illes Britàniques. Irlanda va guanyar finalment.
| N° | País i TV               | Intèrpret(s)              | Cançó                       | Traducció                  | Idioma     | Lloc | Punts |
| -- | ----------------------- | ------------------------- | --------------------------- | -------------------------- | ---------- | ---- | ----- |
| 01 | Països Baixos NOS       | Patricia & Hearts of Soul | Waterman                    | Aquari                     | Neerlandès | 7    | 7     |
| 02 | Suïssa SSR SRG          | Henri Dès                 | Retour                      | Tornar                     | Francès    | 4    | 8     |
| 03 | Itàlia RAI              | Gianni Morandi            | Occhi di ragazza            | Ulls de dona               | Italià     | 8    | 5     |
| 04 | Iugoslàvia JRT          | Eva Sršen                 | Pridi, dala tu bom cvet     | Vine, et donaré una flor   | Eslovè     | 11   | 4     |
| 05 | Bèlgica RTB             | Jean Vallée               | Viens l'oublier             | Vine per oblidar-ho        | Francès    | 8    | 5     |
| 06 | França ORTF             | Guy Bonnet                | Marie-Blanche               | -                          | Francès    | 4    | 8     |
| 07 | Regne Unit BBC          | Mary Hopkin               | Knock, knock - Who's there? | Toc, toc - Qui és?         | Anglès     | 2    | 26    |
| 08 | Luxemburg CLT           | David Alexandre Winter    | Je suis tomé du ciel        | He caigut del cel          | Francès    | 12   | 0     |
| 09 | Espanya TVE             | Julio Iglesias            | Gwendolyne                  | -                          | Castellà   | 4    | 8     |
| 10 | Mònaco TMC              | Dominique Dussault        | Marlène                     | Marlena                    | Francès    | 8    | 5     |
| 11 | Alemanya Occidental ARD | Katja Ebstein             | Wunder gibt es immer wieder | Sempre hi ha algun miracle | Alemany    | 3    | 12    |
| 12 | Irlanda RTÉ             | Dana                      | All kinds of everything     | Tot tipus de coses         | Anglès     | 1    | 32    |

## Taula de vots

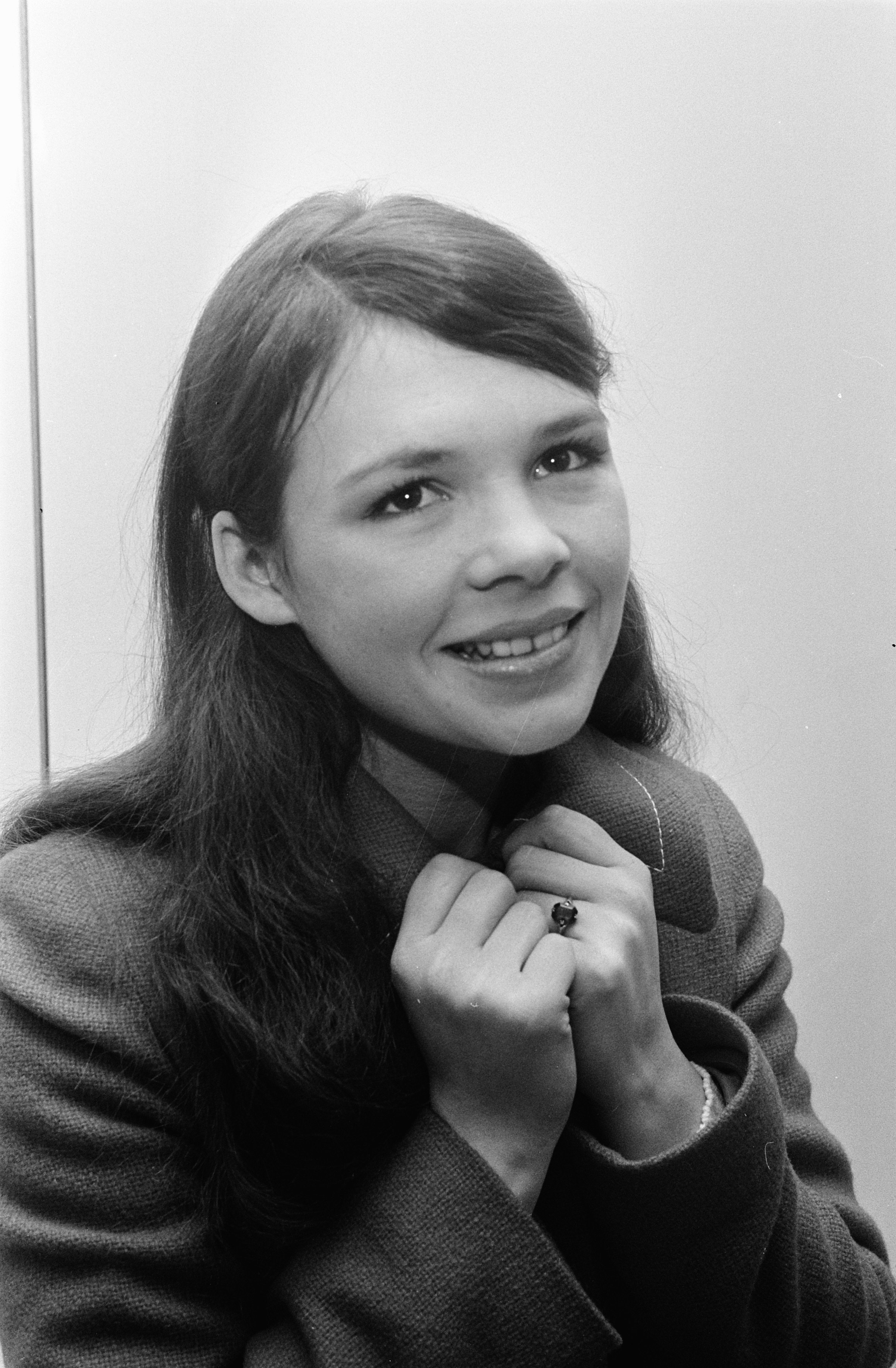
La guanyadora, Dana, representant d'Irlanda

| Països Baixos                       | Suïssa        | Itàlia | Iugoslàvia | Bèlgica | França | Regne Unit | Luxemburg | Espanya franquista | Mònaco | Alemanya Occidental | Irlanda |   |   |
| Participants                        | Països Baixos |        | 0          | 3       | 3      | 0          | 0         | 1                  | 0      | 0                   | 0       | 0 | 0 |
| Participants                        | Suïssa        | 2      |            | 0       | 0      | 0          | 2         | 1                  | 0      | 0                   | 0       | 2 | 1 |
| Participants                        | Itàlia        | 0      | 0          |         | 1      | 0          | 0         | 0                  | 0      | 2                   | 0       | 2 | 0 |
| Participants                        | Iugoslàvia    | 0      | 0          | 0       |        | 0          | 0         | 4                  | 0      | 0                   | 0       | 0 | 0 |
| Participants                        | Bèlgica       | 0      | 0          | 0       | 0      |            | 3         | 0                  | 1      | 0                   | 0       | 0 | 1 |
| Participants                        | França        | 0      | 0          | 1       | 2      | 0          |           | 0                  | 0      | 0                   | 2       | 0 | 3 |
| Participants                        | Regne Unit    | 3      | 2          | 2       | 4      | 0          | 2         |                    | 2      | 0                   | 4       | 4 | 3 |
| Participants                        | Luxemburg     | 0      | 0          | 0       | 0      | 0          | 0         | 0                  |        | 0                   | 0       | 0 | 0 |
| Participants                        | Espanya       | 0      | 0          | 3       | 0      | 0          | 0         | 0                  | 2      |                     | 3       | 0 | 0 |
| Participants                        | Mònaco        | 0      | 1          | 0       | 0      | 1          | 2         | 0                  | 0      | 1                   |         | 0 | 0 |
| Participants                        | Alemanya      | 0      | 1          | 1       | 0      | 0          | 0         | 0                  | 3      | 4                   | 1       |   | 2 |
| Participants                        | Irlanda       | 5      | 6          | 0       | 0      | 9          | 1         | 4                  | 2      | 3                   | 0       | 2 |   |
| LA TAULA ESTÀ ORDENADA PER APARICIÓ |               |        |            |         |        |            |           |                    |        |                     |         |   |   |